# جامعة جنوب أوكرانيا التربوية الوطنية
جامعة جنوب أوكرانيا التربوية الوطنية مؤسسة تعليم عالي أوكرانية، (بالأوكرانية: Південноукраїнський національний педагогічний університет імені К. Д. Ушинського) أوديسا أوبلاستأوكرانيا. تأسست هذه الجامعة في سنة 1817